# Liste der denkmalgeschützten Objekte in Ort im Innkreis
Die Liste der denkmalgeschützten Objekte in Ort im Innkreis enthält die 5 denkmalgeschützten, unbeweglichen Objekte der Gemeinde Ort im Innkreis in Oberösterreich (Bezirk Ried im Innkreis).

## Denkmäler
| Foto |                 | Denkmal                                                                                             | Standort                                                 | Beschreibung | Metadaten |
| ---- | --------------- | --------------------------------------------------------------------------------------------------- | -------------------------------------------------------- | --- | --- |
| ja   | Datei hochladen | Kath. Filialkirche hl. Veit HERIS-ID: 38359 Objekt-ID: 37900                                        | gegenüber Osternach 13 Standort KG: Ort im Innkreis      | Die genaue Entstehungszeit ist unbekannt, es wird aber vom Jahr 953 ausgegangen. Um 1444 wurde die Kirche wegen Baufälligkeit umgebaut. Die an der Rückseite angebaute Seitenkapelle (Hl. Nährvater Josef) ist im 17. bzw. 18. Jahrhundert entstanden. Die Lourdesgrotte stammt aus dem Jahr 1913. | BDA-Hist.: Q37980716 Status: Bescheid Stand der BDA-Liste: 2025-06-30 Name: Kath. Filialkirche hl. Veit GstNr.: .121 Katholische Filialkirche Heiliger Veit (Osternach Ort im Innkreis)                                        |
| ja   | Datei hochladen | Pfarrhof HERIS-ID: 80682 Objekt-ID: 94428                                                           | Ort im Innkreis 1 Standort KG: Ort im Innkreis           | Etwa 1708 wurde mit dem Neubau des Pfarrhofes begonnen, wobei das Material vom Schloss Ort verwendet wurde. 1711 war der Bau beendet. 1866 brach ein Brand aus, der Pfarrhof wurde aber restauriert. Bis 1810 wurde am Pfarrhof das Schankrecht ausgeübt.                                          | BDA-Hist.: Q38174332 Status: § 2a Stand der BDA-Liste: 2025-06-30 Name: Pfarrhof GstNr.: 114/2 |
| ja   | Datei hochladen | Kath. Pfarrkirche hl. Apostel Andreas, Friedhof mit Friedhofsmauer HERIS-ID: 52456 Objekt-ID: 59294 | Ort im Innkreis 1 Standort KG: Ort im Innkreis           | Erstmals wird eine Kirche in Ort 1180 erwähnt. Seit 1250 ist diese zur Pfarrkirche erhoben. Der jetzige Kirchenbau wurde 1818 erweitert. Die letzte Renovierung wurde 1951 vorgenommen. | BDA-Hist.: Q23541844 Status: § 2a Stand der BDA-Liste: 2025-06-30 Name: Kath. Pfarrkirche hl. Apostel Andreas, Friedhof mit Friedhofsmauer GstNr.: 128, .48 Katholische Pfarrkirche Heiliger Apostel Andreas (Ort im Innkreis) |
| ja   | Datei hochladen | Kriegerdenkmal HERIS-ID: 80714 Objekt-ID: 94460                                                     | gegenüber Ort im Innkreis 4 Standort KG: Ort im Innkreis | | BDA-Hist.: Q38174430 Status: § 2a Stand der BDA-Liste: 2025-06-30 Name: Kriegerdenkmal GstNr.: 128 War memorial (Ort im Innkreis)                                                                                              |
| ja   | Datei hochladen | Bründlkapelle HERIS-ID: 80673 Objekt-ID: 94419                                                      | bei Ort im Innkreis 162 Standort KG: Ort im Innkreis     | Die Kapelle wurde 1855 errichtet. Eine daneben entspringende „Heilquelle“ wurde für Augenleiden empfohlen. Der Kapellenaltar wurde 1985 renoviert. Der Altar birgt eine „Schwarze Madonna“. | BDA-Hist.: Q38174324 Status: § 2a Stand der BDA-Liste: 2025-06-30 Name: Bründlkapelle GstNr.: .72 |